# Операција Крај зиме
Операција „Крај зиме” (Винтеренде) је била последња офанзива Вермахта и четника против 9. корпуса Југословенске армије у Словенији. Вођена је од 10. марта до 6. априла 1945. године.
Предузета је након претходног неуспелог покушаја да се униште снаге 9. корпуса у операцији „Рибецал”.
Немачка офанзива је извођена у два рејона: у првом, операција „Почетак пролећа”, требало је очистити западни део Горењског и подручје Церкна, а у другом, „Крај зиме”, централни део Словеначког приморја (сектор Војско, Чепованска долина, Бањшка висораван и Трновски гозд).

## Позадина
У пролеће 1945. године било је очигледно да се немачке снаге у северној Италији, југозападној Мађарској и Далмацији неће моћи дуже време одупирати притиску совјетске, југословенске и англо-америчке армије. Немачка команда је очекивала и савезничко искрцавање у Истру и Тршћански залив, па би одбрана јадранске обале била веома тешка ако би се у непосредној позадини немачких положаја налазиле јаче партизанске снаге. Зато су полицијске вође на Јадранском приморју и у 18. војном округу Одило Глобочник и Ервин Резенер, предузеле последњу офанзиву против снага 9. корпуса НОВЈ. За извршење овог задатка биле су привучене веома јаке снаге.

## Ангажоване снаге
Ангажоване јединице су биле хетерогеног састава; ту су биле заступљене разне српске формације, словеначки белогардисти, италијанске фашистичке снаге, грчке квислиншке јединице, као и снаге СС полиције.

## Ток операције
Пошто су успеле да образују шири обруч око Трновског гозда, немачке, фашистичке италијанске и четничке снаге су 28. марта 1945. отпочеле напад на јединице 9. корпуса. Под притиском надмоћнијег непријатеља, јединице корпуса су, после тродневних борби, биле присиљене на повлачење. 31. дивизија, да би избегла даљу борбу у окружењу, извукла је своје снаге у рејон Пивке, талијанска партизанска дивизија »Гарибалди Натисоне« повукла се на Бањску висораван, док се 30. дивизија повукла на Шентивишку висораван.

## Повезано
- Списак осовинских операција у Југославији
- Повлачење колаборациониста са Немцима 1944-1945.